# Pantelis Golitsis
Pantelis Golitsis, griechisch Παντελής Γκολίτσης (* 6. Januar 1977 in Thessaloniki) ist ein griechischer Philosophiehistoriker auf dem Gebiet der antiken Philosophie.

## Leben
Nach dem Studium der Klassischen Philologie an der Aristoteles-Universität Thessaloniki (1995–2000), das er mit dem Diplom (πτυχίο) abschloss, absolvierte Golitsis ein Diplôme d’études approfondies an der École pratique des hautes études, Section des sciences historiques et philologiques, in Paris (2000–2001) mit einer Arbeit zu: Recherches sur le commentaire de Nicéphore Blemmyde (1197–1272) à la Physique d’Aristote (Epitomé Physique, I-X): composition et sources. Es folgte ein Promotionsstudium ebendort (2001–2006) bei Philippe Hoffmann und Henri Hugonnard-Roch; der Titel der Dissertation lautet: Recherches sur l’histoire de l’interprétation de la Physique d’Aristote. Les Commentaires de Simplicius, de Jean Philopon et de Georges Pachymère, entre tradition et innovation.
Daran schloss er ein Postdocstudium wiederum ebendort an (2006–2007); Thema dieser Arbeit war: Pour une nouvelle édition de l’Epitomé physique de Nicéphore Blemmyde (1197–1272). Darauf war er als wissenschaftlicher Mitarbeiter der Abteilung für Griechische und Lateinische Philologie der Ludwig-Maximilians-Universität München an das Aristoteles-Archiv im Institut für Griechische und Lateinische Philologie der Freien Universität Berlin abgeordnet; die Stelle wurde aus Mitteln des Oliver Primavesi 2007 verliehenen Leibniz-Preises bestritten (2007–2013). 
Es folgte eine Anstellung als Lektor für mittelalterliche Philosophie an der Abteilung für Philosophie der Universität Thessaloniki (2014–2017) und ebendort eine Assistenzprofessur für antike und mittelalterliche Philosophie (2017–2021). Zeitgleich hatte er ein Forschungsstipendium der Deutschen Forschungsgemeinschaft inne (2015–2017). Seit 2015 ist er assoziiertes Mitglied des Aristotelismus-Zentrums der Freien Universität Berlin. Er war zudem externer wissenschaftlicher Mitarbeiter des Projekts Commentaria in Aristotelem Graeca et Byzantina der Berlin-Brandenburgischen Akademie der Wissenschaften (2018–2020).
Die Habilitation erfolgte 2021 an der Ludwig-Maximilians-Universität München mit der Schrift T. Aurelii Alexandri Aphrodisiensis In Aristotelis Metaphysica Commentaria bei Oliver Primavesi, Christof Rapp und Marc-Aeilko Aris. Anschließend war er Fellow des Einstein Center Chronoi, Freie Universität Berlin, und zugleich Assistenzprofessor an der Universität Thessaloniki (2021–2022). Von 2022 an ist er stellvertretender Professor in der Abteilung für Philosophie derselben Universität.

## Forschungsschwerpunkte
Forschungsschwerpunkte sind die antike griechische Philosophie, besonders Platon und Aristoteles, der Neuplatonismus und die Aristoteleskommentatoren (insbesondere Alexander von Aphrodisias), die byzantinische Philosophie (besonders Nikephoros Blemmydes und Georgios Pachymeres), die arabische und die scholastische Philosophie unter besonderer Berücksichtigung der Metaphysik sowie die neugriechische Philosophie (17. und 18. Jahrhundert) unter besonderer Berücksichtigung der Logik. Editionsphilologisch beschäftigt er sich auch mit der Paläographie und Textkritik antiker philosophischer Texte.

## Auszeichnungen
Für seine Dissertation erhielt Golitsis den Prix Zographos der Association pour l’encouragement des études grecques en France.

## Schriften (Auswahl)
- Les Commentaires de Simplicius et de Jean Philopon à la Physique d’Aristote. Tradition et innovation (Commentaria in Aristotelem Graeca et Byzantina, Band 3). De Gruyter, Berlin 2008.
- mit Katerina Ierodiakonou (Hrsg.): Aristotle and His Commentators. Studies in Memory of Paraskevi Kotzia (Commentaria in Aristotelem Graeca et Byzantina, Band 7). De Gruyter, Berlin 2019.
- Αριστοτέλης, Περί πορείας ζώων. Εισαγωγή, αρχαίο κείμενο, μετάφραση, σχόλια: Παντελής Γκολίτσης. Αριστοτέλης, Περί ζώων κινήσεως. Μετάφραση, σχόλια: Παντελής Γκολίτσης, αρχαίο κείμενο: Oliver Primavesi (Αριστοτέλης Έργα 11β). νήσος, Athen 2021.
- Αριστοτέλης, Μετά τα φυσικά Λάμβδα. Η αριστοτελική θεολογία. Εισαγωγή, αρχαίο κείμενο, μετάφραση, σχόλια, επίμετρο: Παντελής Γκολίτσης. Πανεπιστημιακές Εκδόσεις Κρήτης, Iraklio 2021.
- Alexander of Aphrodisias, Commentary on Aristotle, Metaphysics (Books I-III). Critical Edition with Introduction and Notes (Commentaria in Aristotelem Graeca et Byzantina. Series Academica 3.1). De Gruyter, Berlin 2022.